# Histoire des Juifs en Lettonie

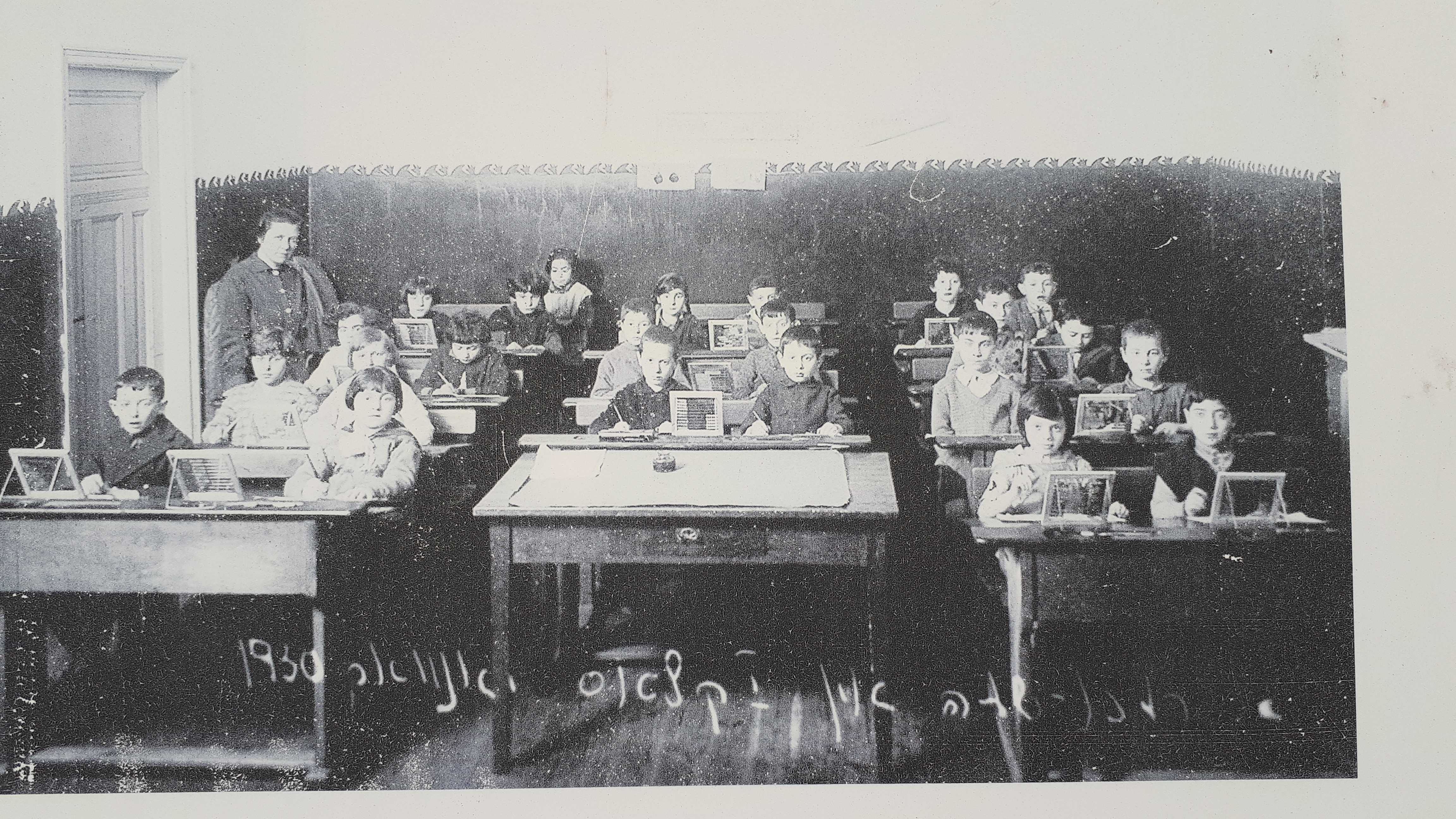
Ecole juive en Lettonie

Les premiers Juifs arrivés en Lettonie se sont installés dans la ville de Pilten (Piltene) vers 1571, mais la première synagogue n'est édifiée que vers 1701 à Hasenpoth (Aizpute). Les Juifs de Courlande (Kurzeme), premier foyer juif de la région, sont principalement de culture allemande et parlent le yiddish. En dehors de Courlande, la situation des Juifs arrivés à partir du XVIIe siècle est plus difficile.
L'appellation Kurische Yekkes désigne principalement les Juifs germanophones (ashkénazes) de Courlande et de Livonie, dont les survivants sont plutôt aux États-Unis et en Israël.

## Avant 1800
Siegfried von Feuchtwangen, grand-maître de l'Ordre Teutonique de 1303 à 1311, aurait émis en 1306 ou 1309 un décret interdisant le territoire de l'État monastique des chevaliers Teutoniques aux Juifs, magiciens et Waideler (de) (prêtres de la religion prussienne traditionnelle).
En réalité, les premières petites communautés juives se seraient (ré)installées dès 1360-1380, avec l'accord des responsables ecclésiastiques et des nobles locaux, et participent au commerce au long cours de la Hanse. 
Les Germano-Baltes dominent les territoires du Baltikum.
À partir de 1550 environ, selon les nouvelles souverainetés (mouvantes), les Juifs sont exclus ou non de citoyenneté et de commerce.
Johann von Münchhausen (de), évêque de Piltene en 1542-1560, autorise l'installation dans son évêché d'une communauté juive germanophone productive fiable, ce qui contribue à la création d'une minuscule «République aristocratique de Pilten» (paradis des Hébreux en Courlande), qui jusqu'en 1699 fait bénéficier des droits civiques à des Juifs protégés (Handelsjuden, Schutzjuden).
Le Duché de Courlande (1561–1795, Jelgava/Mitau) a ses financiers Juifs de Cour (Hofjuden), dont Aaron Lipman.
Les villes de Bauska (Bauske) et Jēkabpils (Jakobstadt) se développent en partie avec une population juive.
Les Juifs non protégés, vivant dans des conditions misérables, sont régulièrement expulsés.
L'installation officielle de populations juives est autorisée à partir de l'annexion russe : Gouvernement de Livonie (1713-1918), Gouvernement de Courlande (1796-1915), et leurs zones de résidence (assignation/relégation/protection).
Parmi les réussites commerciales, le baume noir de Riga inventé par le pharmacien juif de Riga Abraham Kunze.

## XIXesiècle
Les Juifs lettons ont pu dès la fin du XIXe siècle accéder à des métiers de prestige comme médecin ou architecte. À la veille de la Première Guerre mondiale, 20 % des médecins de Riga étaient juifs. Comme en Europe occidentale, la pratique religieuse était en déclin chez les élites qui méprisaient le yiddish et parlaient l'allemand ou le russe.
En 1827, les Juifs sont astreints au service militaire, ce qui pose divers problèmes, dont l'enlèvement d'enfants juifs.
En 1840, s'ouvre à Riga une école universelle juive, conforme à la Haskala, avec Max Lilienthal (1814-1882), visant à former à la culture occidentale, par la langue allemande, avec comme objectif la possibilité de libre installation.
En 1841 est officiellement constituée la communauté juive de Riga, incluant les 400 Juifs de Schlock (faubourg industriel),avec obligation pour les hommes de porter la jaquette.
En 1868-1871 est construite la Grande synagogue chorale de Riga (1871-1941).
En 1888 est créée à Riga une section de la "société pour la diffusion et l'éducation chez les Juifs de Russie".
En 1900, l'élite intellectuelle juive reste germanophone, mais la communauté se scinde entre russophones, germanophones et yiddishophones, selon sa position sociale.
Les tensions sociales (avec Lettons, Germano-Baltes, Russes) perdurent, avec antisémitisme et pogroms, incitant de nombreux Juifs des pays baltes à s'exiler.
Parmi les rabbins remarquables, Mordechai Eliasberg (de) (1817-1889), rabbin de Bauska, un des initiateurs du mouvement Amants de Sion (Hovevei Tsion / Hibbat Zion).

## XXesiècle
Parmi les personnes d'origine juive célèbres de Riga, on compte :
- l'homme politique Enrique Dickmann (1874-1955),
- le cinéaste Sergueï Eisenstein (1898-1948), et son père architecte Mikhaïl Eisenstein (1867-1920),
- le peintre Mark Rothko (1903-1970),
- le photographe Philippe Halsman (1906-1979),
- le penseur, philosophe et historien Isaiah Berlin (1909-1997),
- le violoniste et chef d'orchestre Gidon Kremer (1947-)...

La révolution russe de 1905, au moins à Saint-Pétersbourg, accentue revendications sociales et nationales dans les pays baltes, par exemple à Tukums, jusqu'à la proclamation de la loi martiale dans les trois provinces baltiques, le 10 décembre 1905, et la répression consécutive.

## Dans l'entre-deux-guerres
En avril 1915, devant l'avancée allemande sur le front de l'Est, entre 40 000 et 100 000 juifs sont déplacés ou expulsés, de gré ou de force, de Kurzeme/Courlande par le gouvernement russe, sur accusation de sympathies pro-allemandes.
La République de Lettonie (1918-1940) reconnaît aux minorités une autonomie culturelle.
En 1937, il y a 95 000 Juifs en Lettonie, soit 5 % de la population. Près de la moitié réside à Riga. On trouve aussi un important réseau d'écoles juives. La Lettonie est épargnée par le climat antisémite des années 1930. Des intellectuels comme l'historien Simon Doubnov y trouvent refuge. Cependant, les partis sionistes et bundistes sont persécutés car soupçonnés de sympathies socialistes.
En 1920, Riga compte dix-sept synagogues et lieux de réunion, et, en 1937, soixante-douze synagogues et cent-trente six lieux de réunion.
En 1940, l'URSS envahit la Lettonie. Les Juifs pauvres, membres des mouvements révolutionnaires, sont favorisés. Mais tous les autres Juifs connaissent une forte répression, notamment les membres des élites. Début juin 1941, environ 5 000 Juifs sont déportés en Sibérie.
- Occupation soviétique des États baltes (1940)
- Occupation allemande des pays baltes pendant la Seconde Guerre mondiale (1941-1944)

## Pendant la Shoah
Pendant la Seconde Guerre mondiale, la Lettonie est occupée dès le début de l'opération Barbarossa, à l’exception de Riga qui n’est occupée que le 1er août 1941. La Lettonie fait désormais partie du Reichskommissariat Ostland qui regroupe les trois États Baltes et une partie de la Biélorussie.
Les Einsatzgruppen sévissent dès l'arrivée des troupes allemandes. Les Juifs sont regroupés dans des ghettos comme celui de Riga. Entre le 30 novembre et le 8 décembre, le ghetto est vidé de sa population abattue à Rumbula. Les Juifs sont rassemblés sous le prétexte d'un transfert vers un camp de travail. Ils sont obligés de se déshabiller avant d'être fusillés. Il n'y eut que trois survivants dont Frida Michelson.
En même temps, des Juifs allemands et autrichiens sont déportés dans le ghetto de Riga pour être ensuite assassinés par les Einsatzgruppen et la police auxiliaire lettone. 1 000 à 2 000 auxiliaires lettons ont participé à l'extermination des Juifs.
Ne survivent que les Juifs déportés en URSS avant juillet 1941 en tant qu'ennemis de classe et les Juifs communistes évacués aux premiers jours de l'invasion allemande soit environ 15 000 personnes.

## Depuis 1945
La communauté juive se reconstitue lentement pour atteindre 36 000 personnes dans les années 1970. Les juifs se concentrent surtout à Riga. Ce sont des juifs lettons revenus après guerre mais surtout des juifs russes. Dans les années 1980, beaucoup émigrent aux États-Unis.
À la suite de divers départs (Allemagne, États-Unis, Israël), en 1997, la communauté compte 14 600 membres, et en 2024, environ 5 000.